# Hans Kircher
Hans „Hannes“ Kircher (* 1. Dezember 1921; † unbekannt) war ein deutscher Fußballspieler, der in den erstklassigen Fußballoberligen Süd, West und Nord von 1947 bis 1959 für die Vereine FSV Frankfurt (73 Spiele/27 Tore), Alemannia Aachen (43/19), Kickers Offenbach (47/30) und VfL Wolfsburg (87/70) insgesamt 250 Ligaspiele mit 146 Toren absolviert hat. Während des Zweiten Weltkriegs hatte der Offensivspieler für die Vereine Rot-Weiß Frankfurt und Würzburger Kickers gespielt und in der Kriegsrunde 1943/44 mit Borussia Fulda die Gaumeisterschaft in Kurhessen gewonnen. Mit Fulda absolvierte Kircher am 7. Mai 1944 gegen den Dresdner SC (2:9) ein Endrundenspiel um die deutsche Fußballmeisterschaft.

## Laufbahn

### Beginn und Fußball im Zweiten Weltkrieg, bis 1945
Dem SC Bürgel in Offenbach entstammend, weitere Stationen bei Germania Ober-Roden, Rot-Weiß Frankfurt und den Würzburger Kickers absolvierend, hatte der Angreifer Hannes Kircher während des Zweiten Weltkriegs den ersten großen Erfolg in der Saison 1943/44, als er mit RSG Borussia Fulda die Gaumeisterschaft in Kurhessen erringen konnte. An der Seite von Mitspielern wie Karl-Heinz Metzner und Ludwig Gärtner verloren die Kurhessen aber am 7. Mai 1944 das Spiel in der Endrunde um die deutsche Fußballmeisterschaft gegen Sachsenmeister Dresdner SC mit 2:9. Der spätere Bundestrainer Helmut Schön erzielte dabei sieben Tore für die Sachsen. Nach Kriegsende stürmte Kircher in der Oberliga Süd für den FSV Frankfurt.

### Oberliga in Frankfurt, Aachen und Offenbach, von 1947 bis 1954
Bei den Schwarz-Blauen vom Stadion am Bornheimer Hang gehörte Hannes Kircher den Mannschaften an, welche in den Runden 1947/48 und 1949/50 sich einstellige Saisonränge in der Südliga erspielen konnten. In beiden Runden verwiesen die Bornheimer den späteren übermächtigen Lokalrivalen, die Adlerträger von Eintracht Frankfurt, auf die Plätze. Als der Süddeutsche Regionalverband am 19. Mai 1948 ein Repräsentativspiel in Frankfurt gegen die Auswahl von Nordwest austrug, wurde der FSV-Angreifer in der 83. Minute für Hans Pöschl eingewechselt. Im letzten Jahr von dem zehnmaligen Torschützen Kircher bei den Schwarz-Blauen, 1949/50, der FSV belegte mit Leistungsträgern wie Torhüter Willi Rado, den Defensivakteuren Otto Dehm und Philipp Nold sowie den weiteren Angreifern Richard Herrmann, Fritz Schaffner und Heinrich Schuchardt den 5. Rang, kämpfte die Eintracht (13. Rang) sogar massiv um den Klassenerhalt. Zur Runde 1950/51 unterschrieb der torgefährliche Angreifer einen neuen Vertrag beim Westoberligisten Alemannia Aachen und wechselte in die Printen-Stadt.
Mit den Schwarz-Gelben vom Tivoli-Stadion erlebte der Angreifer aus der Region Offenbach/Frankfurt 1950/51 eine Runde, die massiv unter der Maxime Kampf um den Klassenerhalt stand. Zwar war Kircher mit Mannschaftskollegen wie Jupp Derwall und Michael Pfeiffer unter Trainer Emil Melcher mit 18:12 Punkten auf dem 5. Rang stehend, gut durch die Hinrunde gekommen, aber ein negativer 1:11-Rückrundenstart machte vieles kaputt. Persönlich konnte Kircher mit seinen 15 Rundentreffern zufrieden sein, aber das Mannschaftsergebnis von 6:24 Punkten in der Rückrunde war unsagbar negativ. Um die Klasse zu erhalten, musste die Alemannia deshalb gegen Mönchengladbach ein Entscheidungsspiel austragen. Dieses gewannen die „Kartoffelkäfer“ am 6. Mai 1951 auf neutralem Boden, in der Radrennbahn des Köln-Müngersdorfer Stadions, mit 5:1. Für den 3:0-Halbzeitstand hatte sich alleine Torjäger Hannes Kircher (15 Rundentreffer) verantwortlich gezeigt und hatte damit mit seinen drei Toren im Entscheidungsspiel, gehörigen Anteil am Erhalt der Oberligazugehörigkeit. In der anschließenden Relegationsrunde zur Oberliga West setzten sich die Mannen um Kircher mit 9:3 Punkten gegen Schwarz-Weiß Essen, SSV Wuppertal und Rot-Weiß Oberhausen durch und verblieb damit in der Oberliga; SW Essen schaffte als Zweiter den Aufstieg.
In seine zweite Saison in Aachen, 1951/52, startete die Alemannia mit dem neuen Trainer Hermann Lindemann und stand nach einem 2:1-Auswärtserfolg am 16. September 1951 bei STV Horst-Emscher, Linksaußen Kircher hatte in der 58. Minute die 2:0-Führung erzielt, mit 8:2 Punkten auf dem 1. Platz in der Oberliga West. Am Rundenende belegten die Schwarz-Gelben mit 36:24 Punkten den 3. Rang. Persönlich war diese erfolgreiche Runde aber bei Kircher durch eine über dreimonatige Verletzungspause überschattet, so dass er in der Rückrunde lediglich noch in drei Spielen für die Alemannia hatte auflaufen können. Hans Coenen, der etatmäßige linke Verteidiger, hatte Kircher zumeist auf Linksaußen vertreten. Mit dem Einsatz am letzten Spieltag, bei einem 10:1-Heimerfolg gegen den Absteiger Rheydter SV, verabschiedete er sich vom Tivoli und kehrte in seine hessische Heimat nach Offenbach, zu den dortigen Kickers vom Bieberer Berg, zurück. Gegen Rheydt war Aachen im Angriff im damaligen WM-System in der Besetzung mit Erich Dziwoki, Karl Ferber, Günther Schmidt, Michael Pfeiffer und Hannes Kircher angetreten.
Unter Trainer Paul Oßwald spielte Kircher bei Kickers Offenbach an der Seite von Offensivspielern wie Gerhard Kaufhold, Kurt Schreiner, Helmut Preisendörfer, Ernst Wade, Wilhelm Weber und Engelbert Kraus und erzielte in den zwei Runden 1952/53 und 1953/54 in 47 Ligaeinsätzen 30 Tore. In seiner zweiten Offenbacher Runde, 1953/54, gab es im Süden einen Dreikampf um die Meisterschaft zwischen dem VfB Stuttgart, Eintracht Frankfurt und dem OFC. Am Ende trennten die Kickers zwei Punkte vom Meistertitel und ein Punkt von der Vizemeisterschaft. Zwar setzte sich Offenbach im Heimspiel gegen den VfB Stuttgart mit 4:0 und zwei Kircher-Treffern durch, aber die Schwaben wurden Meister. Als der VfR Mannheim mit 0:6 am Bieberer Berg am 15. November 1953 untergegangen war, hatte Linksaußen Kircher vier Tore erzielt. Überraschend schloss sich der etablierte Oberligatorschütze im Sommer 1954 zur Saison 1954/55 dem 9. der 2. Liga Süd, Ulm 1846, an.
Die Ulmer hatten den Vorsatz, mit einer deutlichen Leistungssteigerung an die Spitze der 2. Liga zu gelangen und damit den Aufstieg in die Oberliga Süd zu erreichen. Die Mannschaft um Kircher verbesserte sich zwar deutlich, aber die Spitzenplätze waren an München 1860 und Viktoria Aschaffenburg vergeben. Es reichte mit 42:26 Punkten nur zum 3. Rang und Kircher verabschiedete sich nach nur einem Jahr aus Ulm  und unterschrieb zur Saison 1955/56 beim Nordoberligisten VfL Wolfsburg.

### Toptorjäger in Wolfsburg, 1955 bis 1959
In den folgenden drei Jahren, 1955 bis 1958, zeichnete sich der routinierte Angreifer mit einer außergewöhnlichen Trefferkonstanz aus: In drei Runden erzielte er für den stets gegen den Abstieg kämpfenden VfL Wolfsburg in 80 Ligapunktspielen 68 Tore. Mit seinen insgesamt 70 Treffern führt er mit weitem Vorsprung die Oberligatorschützenliste der Niedersachsen an.
Mit 35 Jahren gelang dem Angreifer 1956/57 seine beste Saison: In 27 Punktspielen erzielte Kircher 27 Tore und rangierte damit in der Torschützenliste im Norden hinter Uwe Seeler mit 31 Toren auf dem 2. Rang. Wolfsburg hielt mit 26:34 Punkten auf dem 14. Rang mit 51:71 Toren knapp die Klasse, der Nordserienmeister Hamburger SV errang mit 41:19 Punkten und 86:34 Toren erneut die Meisterschaft. Die Mannen um Kircher waren in diese Runde katastrophal mit 0:14 Punkten aus den ersten sieben Spielen gestartet und belegten nach der Hinrunde mit 9:21 Punkten den 15. Rang. Dass nach der Rückrunde der Klassenerhalt gefeiert werden konnte, war in erster Linie Torjäger Kircher zu verdanken. 17 Tore erzielte er, darunter auch den 1:0-Siegtreffer am Rundenschlusstag, den 12. Mai 1957, beim Heimerfolg gegen Werder Bremen. Die „Wölfe“ waren dabei im Angriff mit Wilfried Karstens, Ernst Kasparu, Kircher, Willi Giesemann und Hans Fuhlroth angetreten.
Mit sechs Einsätzen und zwei Toren beendete er 1957/58 seine langjährige Oberligalaufbahn. Alle sechs Spiele fanden in der Hinrunde gegen den VfV Hildesheim (1:0), Holstein Kiel (0:1), Concordia Hamburg (1:4), Phönix Lübeck (2:3), Eintracht Braunschweig (1:1) und FC St. Pauli (0:3) statt. Gegen die braun-weißen „Kiez-Kicker“ stand Kircher am 23. November 1958 letztmals als Oberligaaktiver für den VfL auf dem Platz. Der spätere Absteiger war mit den Spielern Dieter Gresens, Tibor Kesztyüs, Horst Christiansen, Otto Spohr und Kircher im Angriff bei der 0:3-Auswärtsniederlage angetreten.
Nach insgesamt 250 Spielen in den verschiedenen Oberligen mit 146 Toren beendete er im Sommer 1959 seine Spielerkarriere. Kircher war einer der erfolgreichsten Stürmer der Oberliga-Geschichte. Als Trainer war er in späteren Jahren unter anderem beim MTV Gifhorn tätig.